# Solieria cinerascens
Solieria cinerascens är en tvåvingeart som först beskrevs av Robineau-desvoidy 1830.  Solieria cinerascens ingår i släktet Solieria och familjen parasitflugor.
Artens utbredningsområde är Frankrike. Inga underarter finns listade i Catalogue of Life.